# Resende (Portugalia)
Resende este un municipiu din Districtul Viseu din Portugalia. Populația în 2011 era de 11.364. în suprafață de 123,35 km 2 .
Actualul primar este Manuel Garcez Trindade, ales de Partidul Socialist. Sărbătoarea municipală este 29 septembrie. 

## Demografie
| Populația Municipiului Resende (1801 – 2004) | Populația Municipiului Resende (1801 – 2004) | Populația Municipiului Resende (1801 – 2004) | Populația Municipiului Resende (1801 – 2004) | Populația Municipiului Resende (1801 – 2004) | Populația Municipiului Resende (1801 – 2004) | Populația Municipiului Resende (1801 – 2004) | Populația Municipiului Resende (1801 – 2004) | Populația Municipiului Resende (1801 – 2004) |
| -------------------------------------------- | -------------------------------------------- | -------------------------------------------- | -------------------------------------------- | -------------------------------------------- | -------------------------------------------- | -------------------------------------------- | -------------------------------------------- | -------------------------------------------- |
| 1801                                         | 1849                                         | 1900                                         | 1930                                         | 1960                                         | 1981                                         | 1991                                         | 2001                                         | 2011                                         |
| 4128                                         | 3506                                         | 19334                                        | 21894                                        | 20226                                        | 15356                                        | 13675                                        | 12370                                        | 11364                                        |

## Parohii
Administrativ, municipalitatea este împărțită în 11 parohii civile (freguesias):
- Anreade e São Romão de Aregos
- Barrô
- Cárquere
- Felgueiras e Feirão
- Freigil e Miomães
- Ovadas e Panchorra
- Paus
- Resende
- São Cipriano
- São João de Fontoura
- São Martinho de Mouros

## Persoane celebre
- Edgar Cardoso (1913 în Resende – 2000 în Porto) un renumit inginer civil și profesor universitar.